# 早乙女香織
早乙女 香織（さおとめ かおり、1976年9月4日 - ）は、日本のAV女優。血液型:B型。身長:165cm。スリーサイズ:B92(E-70)・W60・H90。

## 略歴・人物
東京都出身。2006年12月にアダルトビデオメーカー・ワンズファクトリーの専属女優としてAVデビューした。AV撮影は、彼女にとって5年ぶりのSEXであった。高級ブティックを経営していると発言していた。
2007年4月より専属を離れ多数のメーカーの作品に出演するが、同年中に引退。

## 出演作品

### アダルトビデオ
2006年
- 艶女 早乙女香織 Debut!（12月1日、ワンズファクトリー） ※デビュー作

2007年
- R30 艶女（1月1日、ワンズファクトリー）
- アナルファック（2月1日、ワンズファクトリー）
- 銀座高級クラブママ 生中出し公開調教ファック（3月1日、ワンズファクトリー）
- 熟女黒人ペニス狂い（4月13日、マルクス兄弟）
- 美熟女回春エステ（5月3日、アロマ企画）
- 「熟女の口はもっと嘘をつく。」 熟雌女 anthology #021（5月17日、アウダースジャパン）
- 中出しされた社長夫人（6月18日、Nadeshiko）
- 息子を愛する母（6月19日、MARIA）
- 早乙女香織 SUPER BEST 4時間（7月1日、ワンズファクトリー） ※総集編
- 早乙女香織の巨尻淫座ワールド（9月1日、AVS）
- 人妻官能劇場 犯られて感じる美人妻 ～夫の目の前で～（9月6日、ヒビノ）
- 癒らし。 ずっとアナタを忘れない 早乙女香織30歳（9月21日、アウダースジャパン）
- 同性愛ペニバン同好会（11月13日、マルクス兄弟）…共演:風間ゆみ
- 熟女が黒人ペニスで咽び泣く3時間!!（12月1日、ワンズファクトリー）他出演:風間ゆみ、南原香織
- 美熟女たちに問答無用に犯されたい（12月1日、AVS）…共演:風間ゆみ

2008年
- 黒人乱交FUCK 2（1月13日、カルマ）共演:真壁まこ